# Pax Romana
Pāx Rōmāna (en español: paz romana) es una expresión en latín utilizada para referirse al largo período de estabilidad que vivió el Imperio romano, caracterizado tanto por su calma interior como por su seguridad exterior, lo que le permitió alcanzar su máximo desarrollo económico y expansión territorial. Este periodo se desarrolló aproximadamente entre la cuarta guerra civil y la crisis del siglo III, al respecto, la Enciclopedia Británica fija su duración en 206 años, entre el año 27 a. C. y el año 180 d. C., mientras que The Cambridge Ancient History la sitúa entre el año 70 d. C. y el 192 d. C. En la antigüedad se la denominaba Pax Augusta, nombre también utilizado en la actualidad, debido a que este periodo comenzó inmediatamente después de empezar a gobernar César Augusto.

El Imperio romano en el año 117, al término del gobierno de Trajano, en su máxima expansión territorial y en plena Pax romana. El mapa divide el imperio por provincias, con su denominación en latín:
Provincias imperiales
Provincias senatoriales
Estados vasallos

Al contrario que en los periodos precedentes de relativa calma en la Antigua Roma, los efectos de la Pax romana fueron determinantes y duraderos, pues aseguró el desarrollo de la civilización que Roma había establecido alrededor del Mediterráneo, al tiempo que consiguió la asimilación de los territorios y poblaciones «bárbaras» conquistadas y con ello la expansión y aceptación de su administración, el derecho romano y sus valores morales y materiales.

## Contexto histórico
La expresión proviene del hecho de que la administración y el sistema legal romanos pacificaron las regiones que anteriormente habían sufrido disputas entre jefes, tribus, reyes o ciudades rivales (por ejemplo, los interminables conflictos entre las ciudades-Estado griegas o tribus galas).
Por supuesto, el estado de paz general se refería solo a las regiones interiores del Imperio, mientras se continuó luchando en las fronteras de este contra los pueblos asentados en dichas zonas como los germanos y los partos. Fue un período de relativa calma, durante el cual no hubo que hacer frente ni a guerras civiles del calibre de las del siglo I a. C., ni a grandes conflictos con potencias extranjeras, como en las guerras púnicas de los siglos III y II a. C..
El primer emperador, Augusto, cerró las puertas del templo de Jano, las cuales solo se abrían en tiempos de guerra, cuando creyó haber vencido a cántabros y astures en el año 24 a. C. Realmente, esta guerra se prolongaría hasta el 19 a. C., pero se suele aceptar como fecha de inicio de la Paz romana el 29 a. C., cuando Augusto proclama oficialmente el final de las guerras civiles, y se extendió hasta la muerte del emperador Marco Aurelio en el año 180 d. C..
Se considera que la Paz romana alcanzó su apogeo durante la dinastía de los Antoninos (96-192), y marca una edad dorada que sería recordada de manera nostálgica en los turbulentos siglos posteriores en Occidente. El Imperio alcanzó su máxima extensión en el siglo II: abarcaba desde el océano Atlántico en el oeste hasta el río Tigris en el este. El comercio se vio favorecido por las cada vez más seguras rutas de comunicación, lo que motivó el bienestar económico imperial. Esta prosperidad se vio reflejada en las ciudades, que se embellecieron y asentaron en detrimento del campo como centros de romanización y de cultura.
Históricamente, la Paz romana coincidió en el tiempo con la denominada Pax Sinica que estaba teniendo lugar en el este de Asia. Esta estabilidad que disfrutaron China y el Imperio romano favoreció el comercio y los viajes de larga distancia entre las dos esferas de poder.
Este periodo se considera finalizado con el inicio de los grandes disturbios y guerras del siglo III, el cual se caracterizó por una interminable serie de guerras civiles entre varios aspirantes al trono imperial, mientras empeoraba la presión germana y persa en la periferia, que llegaba a desbordarse periódicamente sobre el Imperio.